# Premios del Círculo de Críticos de Cine de Nueva York 2021
Los 87º Premios del Círculo de Críticos de Cine de Nueva York, que honran lo mejor del cine para 2021, se anunciaron el 3 de diciembre de 2021.
La ceremonia de entrega de premios, que estaba programada para el 10 de enero de 2022 en el restaurante TAO Downtown de Nueva York , se pospuso debido al aumento de casos de COVID-19 en todo el país.  En enero de 2022, se dio a conocer que la ceremonia tendrá lugar ahora el 16 de marzo de 2022.

## Ganadores
- Mejor película:
  - Drive My Car
- Mejor Director:

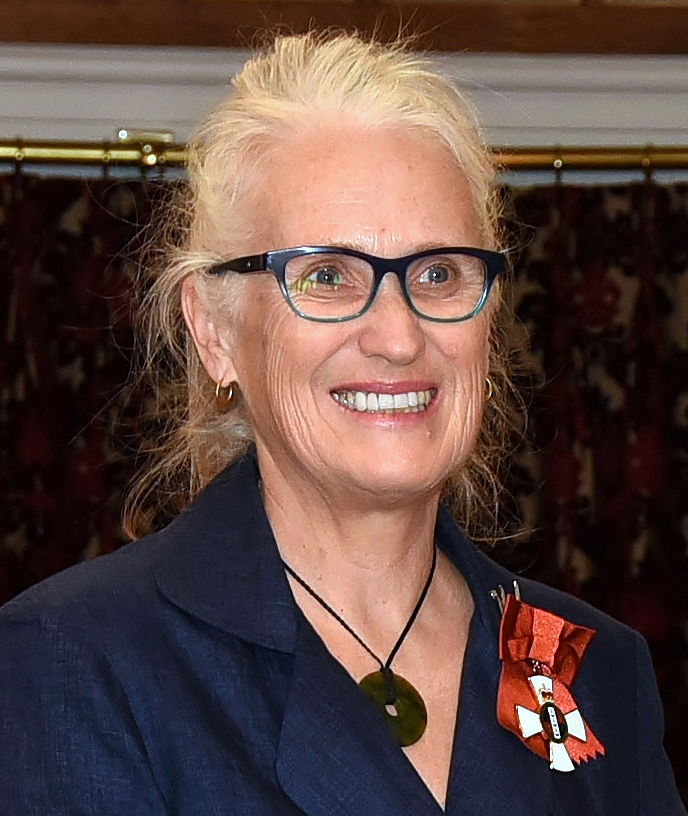
Jane Campion, Ganadora como Mejor Director

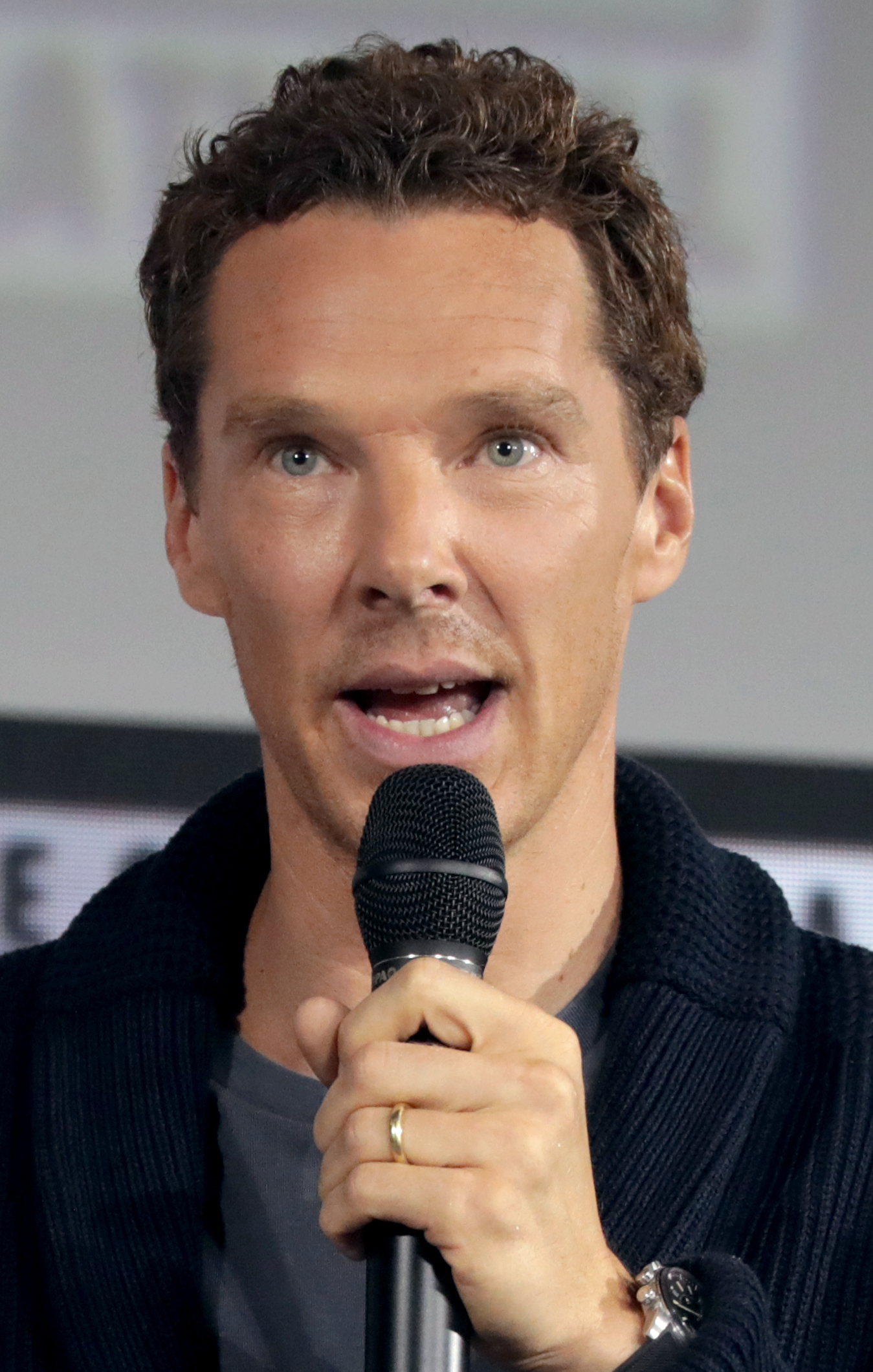
Benedict Cumberbatch, Mejor Actor

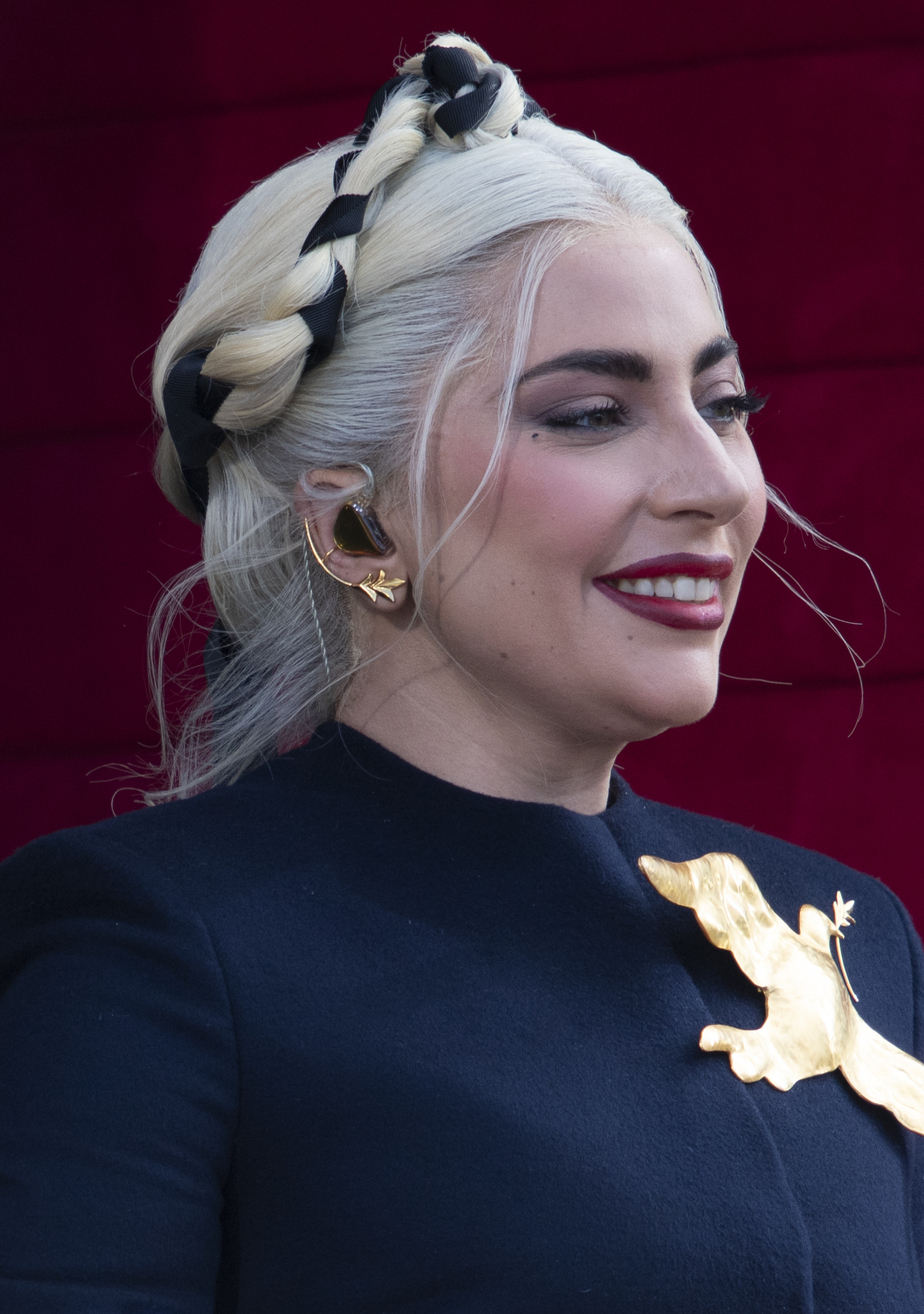
Lady Gaga, Mejor Actriz

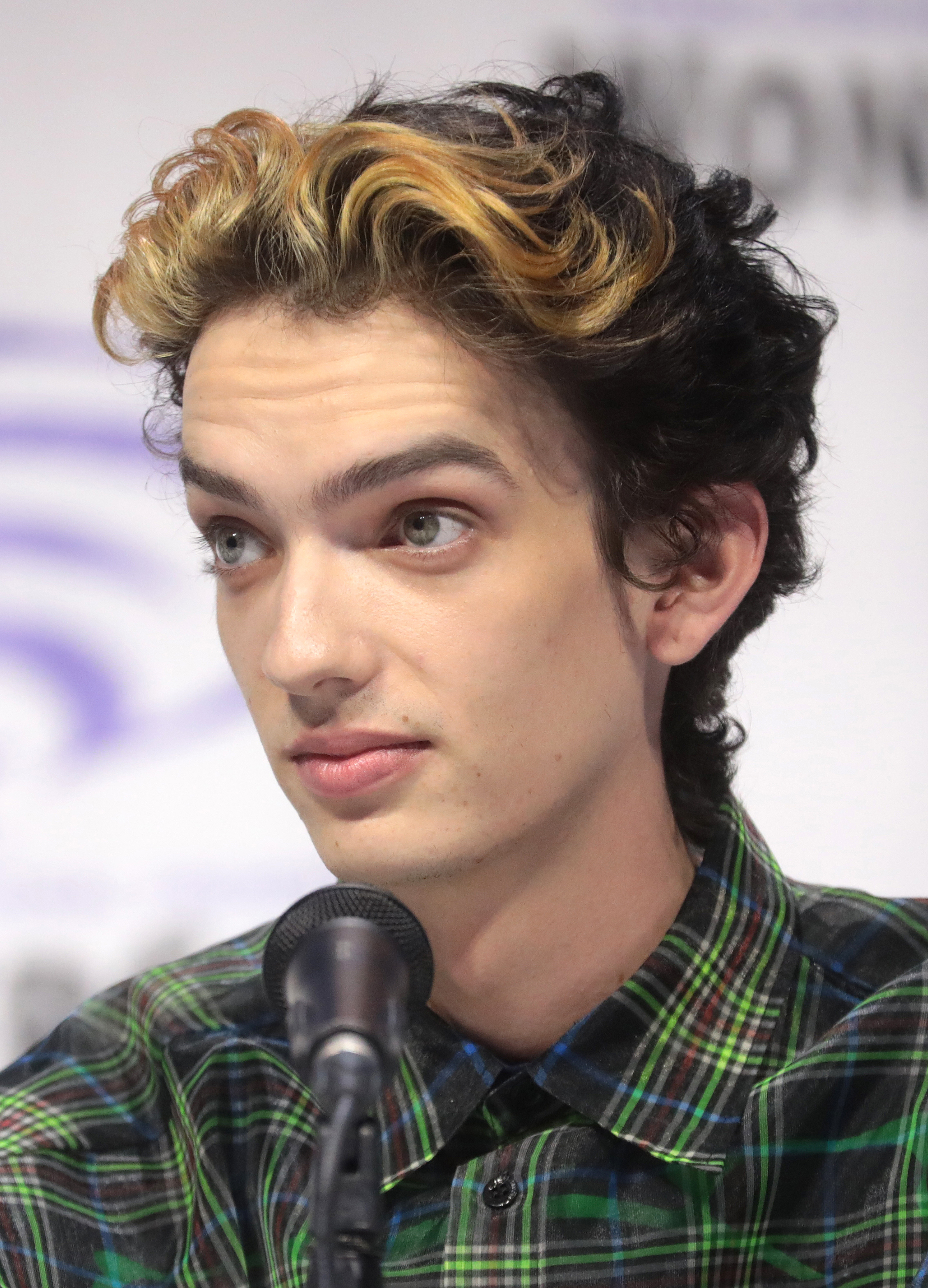
Kodi Smit-McPhee, Mejor Actor de Reparto

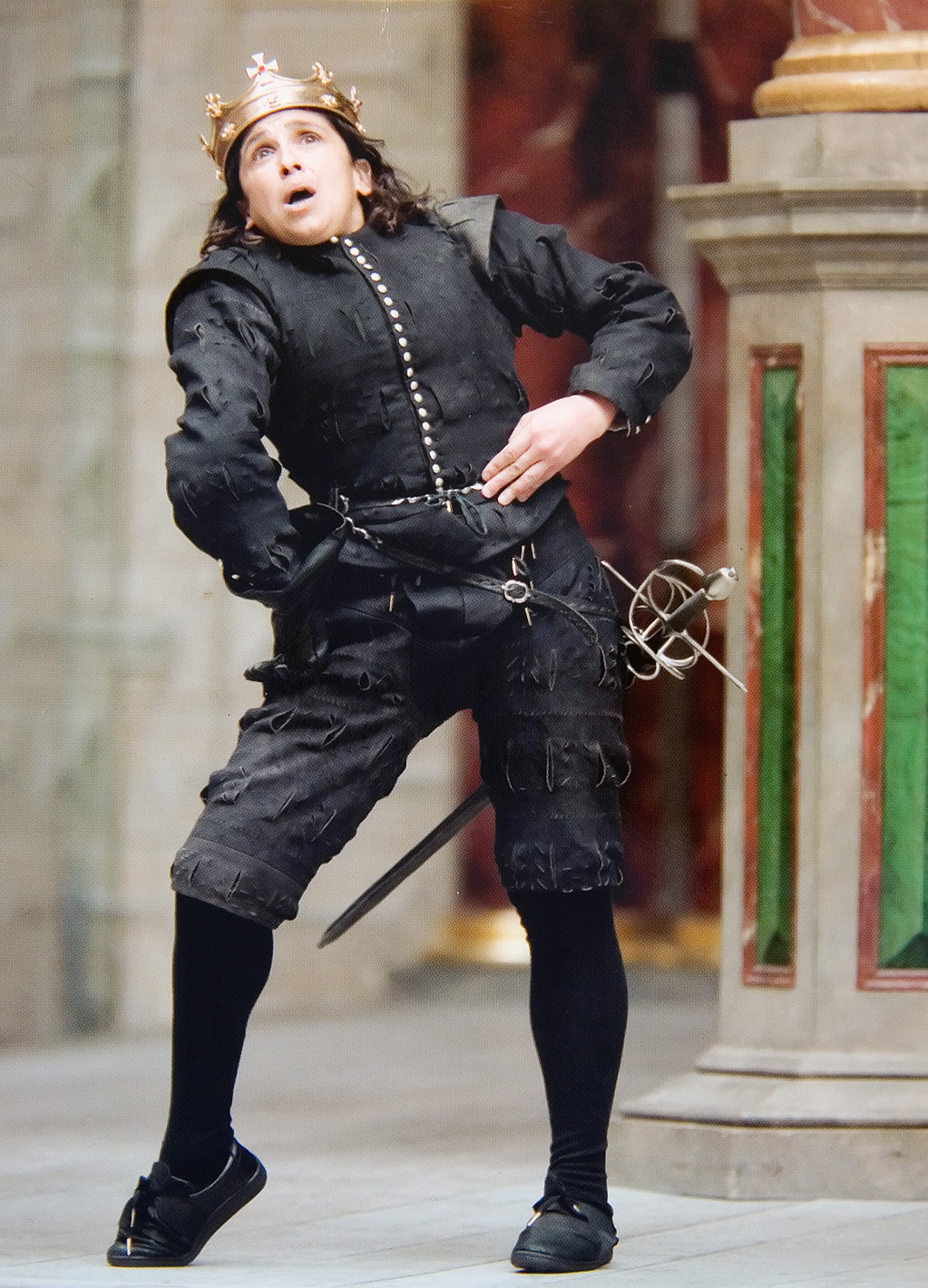
Kathryn Hunter, Mejor Actriz de Reparto

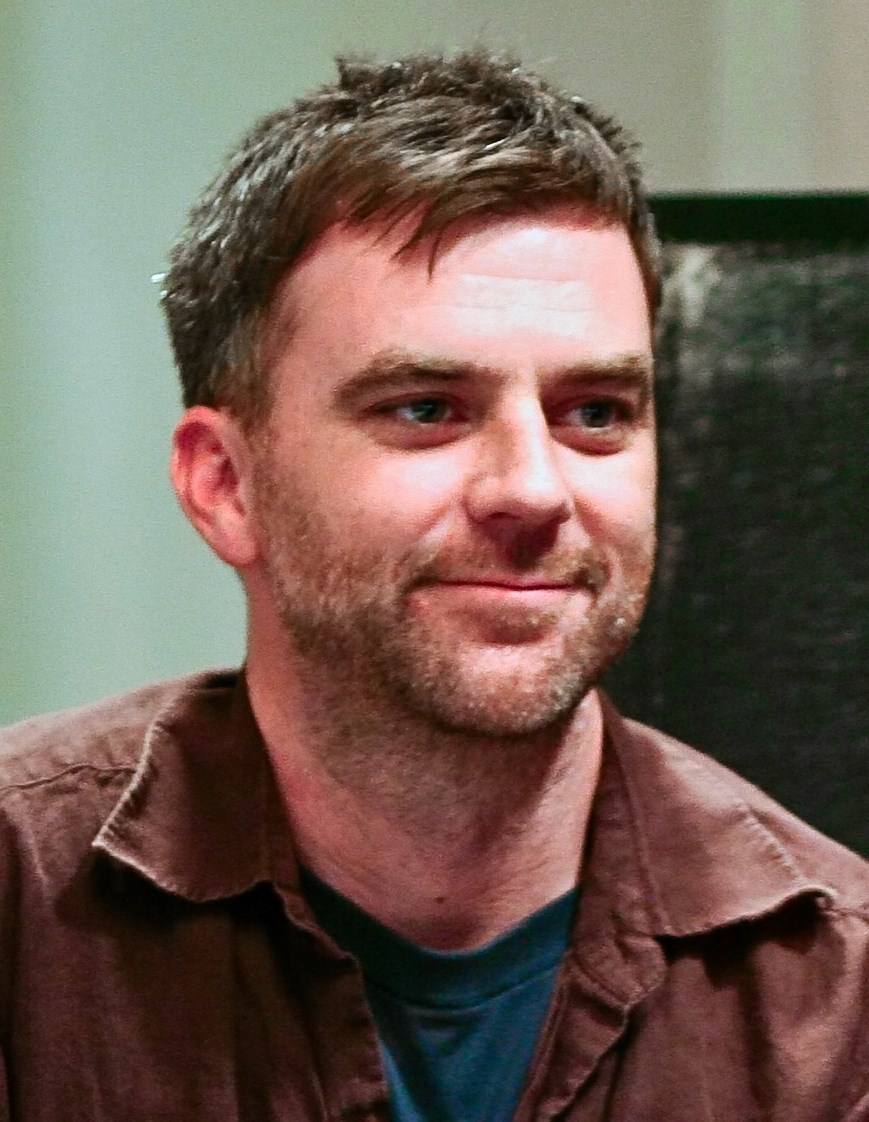
Paul Thomas Anderson, Mejor Guion

  - Jane Campion - The Power of the Dog
- Mejor actor:
  - Benedict Cumberbatch - The Power of the Dog
- Mejor actriz:
  - Lady Gaga – La Casa Gucci
- Mejor actor de reparto:
  - Kodi Smit-McPhee - The Power of the Dog
- Mejor actriz de soporte:
  - Kathryn Hunter - La tragedia de Macbeth
- Mejor Guión:
  - Paul Thomas Anderson - Licorice Pizza
- Mejor película animada:
  - The Mitchells vs. the Machines
- Mejor fotografía:
  - Janusz Kamiński - West Side Story
- Mejor película de no ficción:
  - Flee
- Mejor película de habla no inglesa:
  - La peor persona del mundo • Noruega
- Mejor ópera prima:
  - The Lost Daughter
- Premios especiales:
  - Maya Cade, por la creación del Archivo Cinematográfico Negro
  - Diane Weyermann, premio póstumo por apoyar el cine atrevido e impactante en Sundance y Participant
  - Marshall Fine, por sus años de servicio como gerente general del Círculo de Críticos de Cine de Nueva York y décadas en la escena cinematográfica de Nueva York.